# Peromyia intecta
Peromyia intecta är en tvåvingeart som beskrevs av Jaschhof 2004. Peromyia intecta ingår i släktet Peromyia och familjen gallmyggor. Inga underarter finns listade i Catalogue of Life.